# 스키니 비치
《스키니 비치》(Skinny Bitch)는 현대인의 라이프 스타일의 비판에 관한 책이다. 로리 프리드먼, 킴 바누인 이 공동 집필했고, 대한민국판 번역은 최수희가 하였고, 2008년 4월 1일에 발간되었다.
- Chapter 1 날씬해지기 위해 꼭 버려야 할 것들
- Chapter 2 탄수화물, 과연 다이어트의 적인가?
- Chapter 3 설탕은 달콤한 악마다
- Chapter 4 황제 다이어트는 바보짓이다
- Chapter 5 우유 재앙
- Chapter 6 단백질에 관한 거짓과 진실
- Chapter 7 변비를 다스려라!
- Chapter 8 몸매가 바뀌면 인생이 바뀐다
- Chapter 9 지금 당신이 먹는 것이 바로 당신 자신이다
- Chapter 10 정부를 믿지 마라
- Chapter 11 건강한 날씬함을 위해 먹어야 할 것과 먹지 말아야 할 것
- Chapter 12 그리고… 못다 한 이야기들
- Chapter 13 자신을 믿고 사랑하라